# اوبان
latitudeاوبانlongitudeاوبان
اوبان (به انگلیسی: Oban) یک شهرک در اسکاتلند است که در آرگایل و بوت واقع شده‌است.

## خصوصیات
اوبان ۸٬۵۷۵ نفر جمعیت دارد.